# Rossatz-Arnsdorf
Rossatz-Arnsdorf est une commune autrichienne du district de Krems en Basse-Autriche.